# Triakis semifasciata
Triakis semifasciata hay cá mập báo là một loài cá nhám thuộc họ Triakidae. Loài này được tìm thấy dọc theo bờ biển Thái Bình Dương của Bắc Mỹ, từ tiểu bang Oregon đến Mazatlán ở Mexico. Thông thường chúng có chiều dài 1,2-1,5 m, thân mảnh mai, loài này có thể được nhận ra ngay lập tức bởi bởi các miến vá giống yên ngựa nổi bật có màu đen và các đốm lớn trên lưng khiến nó trông như trông như da báo.
Các đàn Triakis semifasciata lớn rất phổ biến ở vịnh và cửa sông, chúng bơi trên cát, bùn hoặc các khu vực đá nằm rải rác gần đáy biển có tảo bẹ và các rạn san hô. Chúng phổ biến nhất gần bờ biển, ở vùng biển nông khoảng 4 m (13 ft).